# 頬骨眼窩動脈
頬骨眼窩動脈（きょうこつがんかどうみゃく）は、頭頸部の動脈の一つ。中側頭動脈が時に出す枝で、頬骨弓上縁、両側の側頭筋膜の間を走行し、眼窩の外眼角へと向かう。
この枝は浅側頭動脈から直接分岐することもあり、眼輪筋に栄養を供給し、眼動脈の枝である涙腺動脈や瞼裂動脈と吻合する。